# 秋田貴志
秋田 貴志（あきた たかし、1974年2月2日 - ）は、神奈川県綾瀬市出身のモーターサイクル・ロードレーサー。1997年全日本ロードレース選手権GP125チャンピオン。
2007年はHenkel TDR YAMAHA（ヤマハ）より全日本ロードレース選手権GP250に参戦。

## 戦績
- 1993年 - スーパーカップイースタンGP125チャンピオン
- 1994年 - 全日本ロードレース選手権GP125ランキング11位
- 1995年 - 全日本ロードレース選手権GP125ランキング29位
- 1996年 - 全日本ロードレース選手権GP125ランキング17位
- 1997年 - 全日本ロードレース選手権GP125チャンピオン
- 1998年 - 全日本ロードレース選手権GP125参戦
- 1999年 - 全日本ロードレースGP250ランキング15位
- 2000年 - 全日本ロードレース選手権GP250ランキング18位
- 2001年 - 全日本ロードレース選手権GP125ランキング24位
- 2003年 - 全日本ロードレース選手権ST600ランキング13位
- 2004年 - 全日本ロードレース選手権ST600ランキング22位
- 2005年 - 全日本ロードレース選手権ST600ランキング25位
- 2006年 - 全日本ロードレース選手権GP250ランキング8位